# سفارت ایالات متحده آمریکا در مسکو
سفارت ایالات متحده آمریکا در مسکو (به لاتین: Embassy of the United States) یک منطقهٔ مسکونی و نمایندگی سیاسی ایالات متحده آمریکا در روسیه است که در مسکو واقع شده‌است.